# Jonathan Cretney
John Thomas Cretney (1879 – 1956) là một cầu thủ bóng đá người Anh thi đấu ở vị trí wing half.